# Taeniopyga
Taeniopyga là một chi bướm đêm thuộc họ Noctuidae. Nó còn có tên đồng nghĩa là genus Diaphone.